# Јосип Тимченко
Јосип Тимченко (26. априла 1852. године, с. Окип, Харкивска губернија, Руска империја - 20. маја 1924. године, Одеса) - украјински механичар-изумитељ, проналазач апарата за снимање филмова две године пре браће Лумијер.

## Живот
Рођен је 15. априла 1852. године у селу Окип Харкивске губерније. Учио је у механичким радњама Харкивског универзитета.
Од 1880. године руководио је механичким радњама Новоросијског универзитета у Одеси.
Аутор је многих оригиналних изума - пре свега метеоролошких, астрономских и физичких апарата, неки од њих су добили златне награде на светским изложбама.
Учествовао је у проналажењу првог модела аутоматске телефонске станице Фрејденберга.
1893. године, две године пре браће Лумијер, заједно са физичаром Љубимовићем пронашао је скочни механизам "пуж" за унапређење стробоскопа. Принцип његовог рада је постао основ за прављење новог апарата "кинескопа".
У новембру 1893. године у одесјком хотелу "Француска" одржана је прва демонстрација два филма, снимљена кинескопом: "Вершник" и "Метаљник списа".
У јануару 1894. године на 9. скупштини истраживача природе и лекара Руске империје Тимченко је уз помоћ свог апарата приказивао слике на екрану. Учесници скупштине су позитивно прихватили апарат Тимченка.
Десило се то годину дана пре појаве првог комерцијалног кинематографа у Западној Европи. Тако је Тимченко био корак напред пред својим западним колегама. Али његов изум никад није био патентиран. 
"Кинескоп" Ј. Тимченка и дан данас се налази у архиви Политехничког музеја у Москви.

## Сећање
мини|200x200пиксел|Меморијална плоча у Харкову
На предлог Нацционалног савеза кинематографиста Украјине градоначелник Одесе је одлучио да постави меморијал Тимченку. Одлучено је да се постави споменику Тимченку и његовој породици на Другом хришћанском гробљу, као и меморијална плоча у улици Преображенској.
У Харкову је 12. маја 2012. године постављена спомен плоча Тимченку.